# Leandra fallacissima
Leandra fallacissima är en tvåhjärtbladig växtart som beskrevs av Markgr.. Leandra fallacissima ingår i släktet Leandra och familjen Melastomataceae. Inga underarter finns listade i Catalogue of Life.